# Olympus (Fernsehserie)
Olympus ist eine kanadisch-britische Fernsehserie, die am 2. April 2015 ihre Premiere bei den Sendern Super Channel und Syfy feierte. Die Serie besteht bisher aus 13 Folgen in einer Staffel. Die deutschen Verwertungsrechte der Serie liegen bei der Tele München Gruppe. Nach einer direct-to-DVD/BluRay-Veröffentlichung durch Tele Münchens Inhouse-Publisher Concorde Home am 7. April 2016 erfolgte die deutschsprachige FreeTV-Ausstrahlung ab dem 15. Juli 2017 beim Sender RTL II.

## Handlung
Die Serie erzählt die Geschichte heroischer Männer und Frauen, die von den Göttern in die Unterwelt, den Hades verbannt wurden. Held der Fantasy-Sage, die an die griechische Sagenwelt angelehnt ist, ist ein Mann namens „Hero“, gespielt von Tom York. Der unbedarfte Jüngling erlebt Verrat, Liebe, Enttäuschung und Exil und entwickelt sich im Lauf der Handlung zu einem  Anführer der Menschheit und zu einem würdigen Gegner für die Götter.

## Besetzung und Synchronisation
Die deutschsprachige Synchronisation der Serie entstand bei der Boom Company GmbH, Starnberg.

### Hauptdarsteller
- Tom York als Hero[6]
- Sonya Cassidy als Pandora, Orakel von Gaia
- Sonita Henry als Königin Medea
- Graham Shiels als König Aegeus
- Cas Anvar als Xerxes
- John Emmet Tracy als Pallas
- Wayne Burns als Prinz Lykos
- Matt Frewer als Daedalus
- Alan C. Peterson als König Minos
- Sophia Lauchlin Hirt als Prinzessin Ariadne

### Wiederkehrende Darsteller
- Vanessa Walsh als Alexa
- Pauline Egan als Aethra
- Levi Meaden als Kimon